# Alan White (Yes)
Alan White (Pelton, 14 juni 1949 – Seattle, 26 mei 2022) was een Britse drummer die vooral bekend geworden is van zijn werk in de symfonische rockband Yes. Naast Yes heeft White gewerkt met bekende artiesten als John Lennon, George Harrison, Joe Cocker, Ginger Baker en Steve Winwood.

## Levensloop
Al vroeg in zijn jeugd in het dorp Pelton, niet ver van de stad Durham (in de Engelse regio North East England), begon White met het maken van muziek en op zijn dertiende speelde hij drums in een lokale band. Na de nodige bekendheid vergaard te hebben werd hem in 1968 gevraagd om te gaan spelen bij Ginger Baker's Airforce (met onder anderen Steve Winwood). Een jaar later werd hij door John Lennon bij de Plastic Ono Band gevraagd. Ook was hij te horen op het album All Things Must Pass van George Harrison (inclusief de hitsingle My Sweet Lord).
Tijdens een tour met Joe Cocker in 1972 werd White gevraagd om bij Yes te komen spelen als opvolger van Bill Bruford, die naar King Crimson was vertrokken. White bleef tot zijn overlijden lid van Yes en was te horen op al hun officiële albums vanaf 1972 tot aan zijn overlijden.
White was niet alleen percussionist, maar speelde ook verdienstelijk piano. In 1975 bracht hij het soloalbum Ramshackled uit, en in 2006 een cd onder de groepsnaam White, met dezelfde titel.
Op 26 mei 2022 overleed White op 72-jarige leeftijd in zijn huis in Seattle.
- Bibsys: 90559079
- Bibliothèque nationale de France: cb13843494s (data)
- Gemeinsame Normdatei: 134555619
- International Standard Name Identifier: 0000 0000 7248 4535
- Library of Congress Control Number: n91047699
- MusicBrainz: eae2acb8-1ee4-476f-923d-36d8fe7b34bf
- Nationale Bibliotheek van Tsjechië: xx0146257
- Nederlandse Thesaurus van Auteursnamen: 369476298
- Istituto Centrale per il Catalogo Unico: DDSV175217
- Système universitaire de documentation: 080668437
- Virtual International Authority File: 54331249